# Liste der Mitglieder der Deutschen Akademie der Naturforscher Leopoldina/1834
Die Liste der Mitglieder der Deutschen Akademie der Naturforscher Leopoldina für 1834 enthält alle Personen, die im Jahr 1834 zum Mitglied ernannt wurden. Insgesamt gab es 15 neu gewählte Mitglieder.

## Mitglieder
| Nr.  | Name                                | Beiname          | Geboren       | Aufnahme | Gestorben     | Bild                        | Datenbank |
| ---- | ----------------------------------- | ---------------- | ------------- | -------- | ------------- | --------------------------- | --------- |
| 1385 | Nicolaus Chervin                    | Welmar           | 6. Okt. 1783  | 25. Jun. | 15. Aug. 1843 |                             | 2288      |
| 1386 | Anton Bartholomäus Clot-Bey         | Oribasius V.     | 5. Nov. 1793  | 25. Jun. | 20. Aug. 1868 | Anton Bartholomäus Clot-Bey | 2308      |
| 1387 | Anton Lorenz Apollonar Fée          | Nestler I.       | 7. Nov. 1789  | 25. Jun. | 21. Mai 1874  | Anton Lorenz Apollonar Fée  | 2699      |
| 1388 | Ernst Friedrich Gustav von Hartmann | Knorrius II.     | 27. Nov. 1767 | 25. Jun. | 11. Nov. 1851 |                             | 3673      |
| 1389 | Johann Jakob Kaup                   | Merk             | 20. Apr. 1803 | 25. Jun. | 4. Juli 1873  | Johann Jakob Kaup           | 4561      |
| 1390 | Johann Christian Mikan              |                  | 5. Dez. 1769  | 25. Jun. | 28. Dez. 1844 | Johann Christian Mikan      | 5665      |
| 1391 | Christoph Friedrich von Pommer      | Petit            | 22. Okt. 1787 | 25. Jun. | 11. Feb. 1841 |                             | 6055      |
| 1392 | Philipp Karl Schmerling             | Esper II.        | 2. März 1790  | 25. Jun. | 17. Nov. 1836 | Philipp Karl Schmerling     | 6462      |
| 1393 | Ludwig Schrön                       | Zach             | 17. Feb. 1799 | 25. Jun. | 18. Mai 1875  |                             | 6541      |
| 1394 | Georg Arnott Walker-Arnott          | Sibbald          | 6. Feb. 1799  | 25. Jun. | 17. Juni 1868 | Georg Arnott Walker-Arnott  | 7143      |
| 1395 | George Bentham                      | Schreber II.     | 22. Sep. 1800 | 3. Aug.  | 10. Sep. 1884 | George Bentham              | 1886      |
| 1396 | Wilhelm Ferdinand Erichson          | Herbst           | 26. Nov. 1809 | 3. Aug.  | 18. Nov. 1848 | Wilhelm Ferdinand Erichson  | 2650      |
| 1397 | Hugh Hamilton Lindsay               | Lintschotten II. | 12. Aug. 1802 | 3. Aug.  | 29. Mai 1881  |                             | 2473      |
| 1398 | Eduard Friedrich Pöppig             | Hernandez II.    | 16. Juli 1798 | 3. Aug.  | 4. Sep. 1868  | Eduard Friedrich Pöppig     | 6045      |
| 1399 | Johann Forbes Royle                 | Heyne            | 20. Mai 1798  | 3. Aug.  | 2. Jan. 1858  | Johann Forbes Royle         | 6287      |

## Hinweis zu den Lebensdaten
In der Liste sind zunächst die Lebensdaten gemäß Archiv der Leopoldina aufgenommen. Diese beziehen sich auf die Angaben gem. Neigebaur (1860) und Ule (1889). Die Lebensdaten im Namensartikel können daher von den Lebensdaten in der Liste abweichen.